# Marc Valeri Messal·la (cònsol any 58)
Marc Valeri Messal·la (en llatí Marcus Valerius Messalla) va ser un magistrat romà. Era besnet de l'orador i literat Marcus Valerius M. F. M. N. Messalla Corvinus.
L'any 58 va ser elegit cònsol, càrrec en el qual va tenir com a col·lega a Neró. Els seus antecessors immediats havien malgastat la fortuna familiar i Messal·la s'havia conformat amb la seva honorable pobresa, però va rebre una subvenció del tresor per fer front a les despeses que comportava l'exercici del càrrec.